# 南角田站
南角田站（日语：／ Minami-Kakuda eki */?）是位於宮城縣角田市角田摺鉢，阿武隈急行的阿武隈急行線車站。
車站的口頭禪是「斗藏之森」。

## 歷史
- 1986年（昭和61年）7月1日 - 車站啟用。

## 車站構造

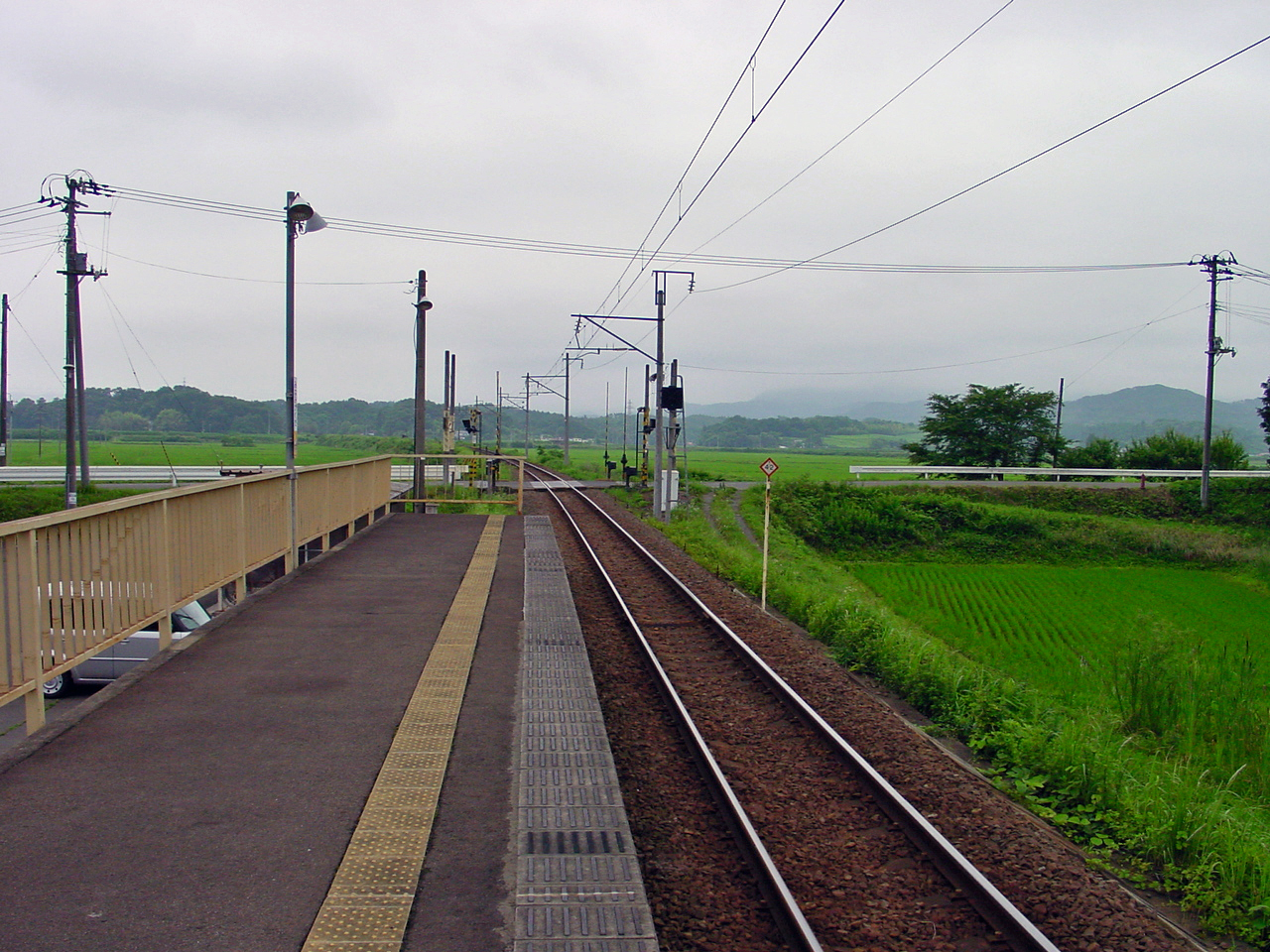
月台（2003年6月）

此站是地面車站，設有1面1線的單式月台。此站是無人車站。月台設有樓梯連接出入口。月台上設有候車室。

## 使用狀況
| 1日上落車人次變化 | 1日上落車人次變化 |
| 年度              | 1日平均人次       |
| ----------------- | ----------------- |
| 2000              | 156               |
| 2001              | 138               |
| 2002              |                   |
| 2003              |                   |
| 2004              |                   |
| 2005              |                   |
| 2006              |                   |
| 2007              |                   |
| 2008              |                   |
| 2009              |                   |
| 2010              |                   |
| 2011              | 33                |
| 2012              | 36                |
| 2013              | 33                |
| 2014              | 32                |
| 2015              | 40                |
| 2016              | 33                |
| 2017              | 28                |
| 2018              | 24                |

## 車站周邊
車站北邊和南邊都是山邊。角田市區抽石車站南至西南邊，相隔一座山。車站周邊為稻田。
- 宮城縣角田高等學校（日语：宮城県角田高等学校）
- 角田城（日语：角田城）址

車站西邊約4公里處為車站口頭禪提及的斗藏山。

## 相鄰車站
阿武隈急行
■阿武隈急行線
北丸森－南角田－角田

## 注腳
1. ↑  國土數値資訊(不同站上落車人次數據)  （页面存档备份，存于）（日語） - 國土交通省，2020年9月12日參閲